# Summertime Sadness
«Summertime Sadness» —en español: «Tristeza de Verano»— es una canción de la cantante y compositora estadounidense Lana Del Rey, de su primer álbum de estudio Born to Die. La balada de trip hop se publicó el 22 de junio de 2012,  por la discográfica Interscope Records, como el cuarto sencillo del álbum. En Europa, el sencillo alcanzó el top 10 en Austria, Bulgaria, Alemania, Grecia, Luxemburgo y Suiza. Mientras que en la primavera del 2013, «Summertime Sadness» alcanzó el número uno en las listas de popularidad en Polonia y Ucrania. Los arreglos musicales de la canción los hicieron Emile Haynie y Rick Nowels; mientras que la letra de la canción la compusieron Lana Del Rey junto con Nowels. 
Las remezclas de la canción ayudaron a Lana Del Rey a entrar a la lista del Hot Dance Club Songs. Esta fue la primera vez que estaba en la lista y esta fue la que empezó a dar fama a la canción de Lana Del Rey. En la lista Dance/Mix Show Airplay, la canción le dio a Lana Del Rey su primer número uno en Estados Unidos en agosto de 2013. En verano de 2013, el DJ francés Cedric Gervais lanzó una versión remezclada de la canción para la contemporary hit radio estadounidense y eso ayudó a que esta versión tuviera más éxito. Este debutó en la lista de Billboard Hot 100 en la posición 72, luego se convirtió en el sencillo con la posición más alta de su carrera llegando al número 6. 
Suiza y Austria le dieron al sencillo la certificación de oro; mientras que en Alemania alcanzó certificación platino y se convirtió en uno de los mejores 40 éxitos del año de ese país. La canción remezclada alcanzó el número 4 en las listas del Reino Unido; aparte estuvo incluido en las playlists de BBC Radio 1 y BBC Radio 2. La versión de la canción de Gervais ganó en la categoría de la Mejor Grabación Remezclada en los Grammys de 2014. 
El video de la canción mostraba a Lana Del Rey con la actriz Jaime King como una pareja lesbiana. Mientras transcurre la historia, las dos terminan suicidándose, al saltar de lugares con gran altura. El director del video fue el esposo de la actriz Jaime King, Kyle Newman. El video ganó popularidad en YouTube y en las redes sociales ya que los críticos alabaron cómo se había hecho el video y lo compararon con Instagram.
El 2 de agosto del 2023 la canción llegó a las mil millones de reproducciones en Spotify.
La canción está escrita en la tonalidad de do sostenido menor y tiene un tempo de 125 latidos por minuto.

## Recepción de la crítica
En la revisión de canción en canción que hizo la revista Billboard, Andrew Hampp escribió sobre «Summertime Sadness» que «la canción en sí demuestra ser una de las pistas más duraderas aquí, incluso si sus letras empiezan a ser redundantes». Mientras que Los Angeles Times la nombró como una de las mejores canciones del álbum junto con «Video Games» y «Dark Paradise».

## Presentaciones en vivo
En 2012, Del Rey interpretó «Summertime Sadness» junto con «Million Dollar Man» en el Irving Plaza. El escritor del New York Times describió las vocales de la cantante como las de una cantante de salón canturreando. Aparte de estas dos canciones, Lana Del Rey cantó «Video Games», «Born to Die», «Lolita» y «Without You».
La cantante Miley Cyrus hizo una versión de la canción para su sesión de BBC Radio 1 Live Lounge. Su versión llegó a tener más de 20 millones de visitas en YouTube.

## Video musical
El video fue rodado entre abril y mayo de 2012. Fue dirigido por Kyle Newman y Spencer Susser. En él, muestra un romance entre Lana Del Rey y Jaime King, que cuenta la triste historia de amor de dos amantes que terminan con sus vidas. «Se trata de no poder vivir sin la persona a la que amas, no importa si es amigo o amante, eso es lo que queremos que sea», dijo King sobre el video. El actor Alex Pettyfer al parecer también ayudó al establecerse como asistente de producción.
El radio edit del video, fue lanzado el 20 de julio de 2012, en Alemania en ClipFish. El mismo día, el vídeo con la versión del álbum de la canción fue lanzado mundialmente en el canal oficial de YouTube de Del Rey (canal «lanadelrey»). En diciembre de 2014 el video musical había logrado más de 200 millones de visitas en el sitio web YouTube. Obtuvo cuatro veces más reproducciones de lo que «National Anthem» logró ganar en su primer mes de lanzamiento. Durante esa semana Lana Del Rey ganó 69.000 nuevos seguidores en Facebook y Twitter después de que «Summertime Sadness» haya causado un aumento del 32% en las visitas semanales de vídeo para su canal oficial de YouTube. Combinado con las reproducciones de «Born to Die», Del Rey reapareció en la lista del Billboard Social 50 en el número 42.

## Remezcla de Cedric Gervais
Una remezcla de Cedric Gervais fue comisionada en enero de 2013 para el sello discográfico Universal Germany. Sin embargo, la versión remezclada fue rechazada por las compañías discográficas de Lana Del Rey en Estados Unidos y Reino Unido (Interscope y Polydor Records). Luego fue publicada por Spinnin' Records. 
La remezcla luego llegó a ser número uno en Beatport, lo que generó que las estaciones de radio la pusieran en su programa. Luego BBC Radio 1 puso la versión remezclada en su playlist, lo que hizo que ganara popularidad alrededor del mundo. Muchas estaciones de radio Sirius XM empezaron a ponerla en su programa, lo que generó que Interscope decidiera publicarla bajo su nombre.

### Antecedentes
Dudoso de aceptar remezclar otros sencillos de otros artistas, Gervais consideró remezclar «Summertime Sadness». «Para mí, no es acerca del dinero, así que rechacé a varios artistas, pero después Lana llegó. Yo ni siquiera pregunté cuánto dinero me pagarían, solo les pedí que me mandaran las vocales e hice la pista en un día. Yo no pensaba en si iba a ser un éxito o no, solo amo y respeto la artista que es». Después de quedar satisfechos con la versión final, el equipo de Lana le pidió que hiciera una versión remezclada de «Young and Beautiful».

### Vídeo musical
El video de la remezcla de Gervais de "Summertime Sadness" incluye el mismo metraje de la versión original producida por Kyle Newman.
Sam Lansky de Idolator describió el remake como "... cosidos con imágenes familiares de Lana en su estilo convencional de Tumblrwave". Ampliando, dijo: "la eufórica producción house contrasta con la estética melancólica de esa manera que se siente como la quintaesencia de Lana y, bueno, al menos, la pista es fuego directo".
Además, Lansky comentó sobre el audio, afirmando: "El corte sombrío ha recibido un tratamiento único adecuado" de Cedric Gervais, quien transformó el original lacrimógeno de "Lana" en un pisoteador de la pista de baile".

## Lista de canciones
| Sencillo en CD 1. «Summertime Sadness» (Radio Mix) – 4:12 2. «Summertime Sadness» (Versión del álbum) – 4:23 Digital EP 1. "Summertime Sadness" (Radio Mix) – 4:12 2. "Summertime Sadness" (Versión del álbum) – 4:23 3. "Summertime Sadness" (Radio Mix) (Versión extendida) – 5:06 4. "Summertime Sadness" (Hannes Fischer Nightflight Remix) – 6:41 Vinilo 12" 1. "Summertime Sadness" (Todd Terry Remix) – 6:35 2. "Summertime Sadness" (Todd Terry Dub) – 5:37 3. "Summertime Sadness" (Hannes Fischer Nightflight Remix) – 6:41 4. "Summertime Sadness" (Marbert Rocel Remix) – 5:41 | Cedric Gervais Remix - Single (descarga digital) 1. "Summertime Sadness (Cedric Gervais Remix)" – 6:52 2. "Summertime Sadness (Cedric Gervais Remix - Radio Edit)" – 3:34 Nick Warren Remix - EP (descarga digital) 1. "Summertime Sadness (Nick Warren's Vocal Remix)" – 7:03 2. "Summertime Sadness (Nick Warren's Skandik Dub)" – 7:06 3. "Summertime Sadness (Nick Warren's Instrumental Remix)" – 7:01 Asadinho Remix - EP (descarga digital) 1. "Summertime Sadness" (Asadinho Main Vocal Mix) – 8:34 2. "Summertime Sadness" (Asadinho Dub) – 7:45 3. "Summertime Sadness" (Asadinho Instrumental) – 7:00 MK Remix - EP (descarga digital) 1. "Summertime Sadness" (MK Feel It In The Air Remix)" - 8:19 2. "Summertime Sadness" (MK Lee Foss Cold Blooded Remix)" - 5:40 3. "Summertime Sadness" (Simon Large MK Dub) - 6:52 |

## Posicionamiento en listas y certificaciones
| Lista (2012–2013)                           | Mejor posición |
| ------------------------------------------- | -------------- |
| Alemania (Offizielle Deutsche Charts)       | 4              |
| Australia (ARIA)                            | 3              |
| Austria (Ö3 Austria Top 40)                 | 8              |
| Bélgica (Flandes) (Ultratop 50)             | 15             |
| Bélgica (Valonia) (Ultratop 50)             | 17             |
| Brasil (Hot 100 Airplay)                    | 74             |
| Canadá (Hot 100)                            | 7              |
| Colombia (Los 40 Principales)               | 1              |
| Dinamarca (Tracklisten)                     | 28             |
| Escocia (The Official Charts Company)       | 2              |
| Eslovaquia (Radio Top 100 Chart)            | 22             |
| España (Top 100 Canciones)                  | 29             |
| Estados Unidos (Billboard Hot 100)          | 6              |
| Estados Unidos (Mainstream Top 40)          | 3              |
| Estados Unidos (Adult Top 40)               | 16             |
| Estados Unidos (Hot Dance Club Songs)       | 15             |
| Estados Unidos (Hot Dance/Electronic Songs) | 2              |
| Estados Unidos (Rock Songs)                 | 5              |
| Estados Unidos (Rock Digital Songs)         | 3              |
| Francia (SNEP)                              | 10             |
| Grecia (Greece Digital Songs)               | 2              |
| Hungría (Single Top 20)                     | 1              |
| Irlanda (IRMA)                              | 7              |
| Israel (Media Forest)                       | 10             |
| Italia (FIMI)                               | 6              |
| Nueva Zelanda (Recorded Music NZ)           | 23             |
| Países Bajos (Mega Single Top 100)          | 53             |
| Perú (25 HITS "The Ultimate Countdown")     | 2              |
| Polonia (Polish Airplay Top 5)              | 1              |
| Portugal (Billboard Digital Songs)          | 10             |
| Reino Unido (UK Singles Chart)              | 4              |
| República Checa (Radio Top 100 Chart)       | 42             |
| Suecia (Sverigetopplistan)                  | 20             |
| Suiza (Schweizer Hitparade)                 | 3              |

| País           | Organismo certificador | Certificación | Ventas  | Ref.   |
| -------------- | ---------------------- | ------------- | ------- | ------ |
| Alemania       | BVMI                   | Platino       | 300 000 | [ 49 ] |
| Australia      | ARIA                   | 4× Platino    | 280 000 | [ 50 ] |
| Austria        | IFPI (Austria)         | Oro           | 15 000  | [ 51 ] |
| Canadá         | Music Canada           | 2× Platino    | 160 000 | [ 52 ] |
| Estados Unidos | RIAA                   | Platino       | 1 000   | [ 53 ] |
| Italia         | FIMI                   | 3× Platino    | 150 000 | [ 54 ] |
| México         | AMPROFON               | Platino       | 60 000  | [ 55 ] |
| Nueva Zelanda  | RIANZ                  | Oro           | 7 500   | [ 56 ] |
| Reino Unido    | BPI                    | Platino       | 600 000 | [ 57 ] |
| Suiza          | IFPI (Suiza)           | Oro           | 15 000  | [ 58 ] |

## Historial de lanzamientos
| País           | Fecha               | Formato                                 | Discográfica |
| -------------- | ------------------- | --------------------------------------- | ------------ |
| Alemania       | 22 de junio de 2012 | Descarga digital                        | Universal    |
| Alemania       | 13 de julio de 2012 | Sencillo en CD                          | Universal    |
| Alemania       | 13 de julio de 2012 | Vinilo de 12" – The Remix EP            | Universal    |
| Estados Unidos | 1 de julio de 2013  | Mainstream radio – Remix                | Interscope   |
| Estados Unidos | 22 de julio de 2013 | Rhythm Crossover radio – Remix          | Interscope   |
| Francia        | 23 de julio de 2013 | Descarga digital (Cedric Gervais Remix) | Polydor      |
| Reino Unido    | 23 de julio de 2013 | Descarga digital (Cedric Gervais Remix) | Polydor      |